# حمام دهباشی
حمام دَهباشی یک حمام تاریخی مربوط به دورهٔ قاجاریه است که در گراش قرار دارد. این اثر در سال ۱۳۹۱ و با شمارهٔ ۳۰۹۱۰ در فهرست آثار ملی ایران به ثبت رسیده‌است. این حمام ۲۴۰ متر مربع زیربنا دارد و در اوایل دورهٔ قاجاریه ساخته شده‌است. حمام دهباشی در سال ۱۳۹۶ مورد مرمت قرار گرفت و در فاز اول، بخش‌های سردبینه و میان‌در آن تعمیر و بازسازی شد.